# Chalford
Chalford é uma pequena cidade e paróquia do distrito de Stroud, no condado de Gloucestershire, na Inglaterra. De acordo com o Censo de 2011, tinha 6215 habitantes. Tem uma área de 4,67 km².